# Črna vrba
Črna vrba (znanstveno ime Salix nigra) je listopadno drevo iz družine vrbovk.

## Opis
Črna vrba zraste do 12 metrov visoko, gosta krošnja pa je sestavljena iz tankih vej, ki se zlahka odlomijo. Deblo drevesa ima luskasto lubje svetle barve. Listi so suličasti in imajo narezan rob. Na obeh straneh so svetlo zelene barve. Cvetovi so enospolni in združeni v socvetja, imenovana mačice. Moške mačice so dolge od 2 do 5 cm in imajo 3 do 5 prašnikov. Ženske mačice so še manjše in imajo pestič z brazdo. Za razliko od drugih vrbovk se drevo ne oprašuje samo z vetrom, temveč jih oprašujejo tudi žuželke. Iz oprašenih cvetov se razvijejo semena, ki imajo na koncu dolge dlačice.

## Habitat in razširjenost
Črna vrba je samonikla v Severni Ameriki, uspeva pa povsod v zmernem pasu. Najraje ima dobro namočeno zamljo, zato se po večini zadržuje ob vodi. Voda poskrbi tudi za vegetativno razmnoževanje, saj se odpadle vejice zlahka ukoreninijo. Poleg takega razmnoževanja se črna vrba razmnožuje tudi s semeni.